# Kriessern
Kriessern ist eine Ortschaft, die zur politischen Gemeinde Oberriet im Wahlkreis Rheintal des Kantons St. Gallen gehört.

## Geographie

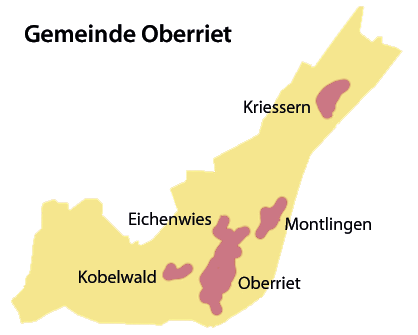
Karte der Gemeinde Oberriet mit den Orten

Kriessern liegt in der Rheinebene. Die alten Ortsteile folgen in lockerer Hofraumstruktur dem Talweg Oberriet–Au (SG).
Begrenzt durch den Alpenrhein und den Ausläufer des Alpsteingebirges liegt Kriessern im Herzen des St. Galler Rheintals an der Grenze zu Österreich (Vorarlberg).
Kriessern ist die nördlichste Ortsgemeinde, die zur politischen Gemeinde Oberriet gehört.

## Politik
Kriessern bildet mit den vier Dörfern Oberriet, Montlingen, Eichenwies und Kobelwald, die jeweils als Ortsgemeinde organisiert sind, die politische Gemeinde Oberriet. Der Gemeinderat der politischen Gemeinde Oberriet besteht aus sechs ehrenamtlichen Mitgliedern und dem vollamtlich tätigen Gemeindepräsidenten. Die Leitung der Ortsgemeinde Kriessern besteht aus sieben ehrenamtlichen Ratsmitgliedern und wurde über Jahre im Gemeinderat durch ein Mitglied vertreten.

## Bevölkerung
| Jahr      | 1798  | 1900  | 1980  | 2000  | 2014 |
| Einwohner | 256   | 620   | 1171  | 1468  | 1755 |
| Quelle    | [ 2 ] | [ 2 ] | [ 2 ] | [ 2 ] |      |

## Name und Wappen
Der Name Kriessern stammt von Gries(s), was «grobkörniger Sand, Kies, Geschiebe, angeschwemmte Schuttmasse» bedeutet (vgl. heute die müllereisprachliche Sonderbedeutung des sprachlich identischen Griess). -ere ist ein im Alemannischen verbreitetes Suffix, das eine grosse Menge von etwas zum Ausdruck bringt. Griessere beziehungsweise hochdeutsch Kriessern ist damit der «Ort, wo viel Kies, viel Geschiebe liegt», was auf die geographische Lage des Ortes gut zutrifft.
Das Wappen enthält eine Eiche, einen Löwen und einen Reichsapfel (in den Pranken des Löwen).
- Eiche: Die Eiche war der bekannteste Baum zwischen den Flussläufen und dem sumpfigen Gebiet. Der Hofwald war zudem mehrheitlich ein Eichenwald. Davon zeugen die vielen Ortsnamen im Tal (Eichenwies, Eichberg, Eichholz). Die Frucht der Eiche, die Eichel, diente früher als Mastfutter für Schweine, in Notzeiten als Nahrungsmittel für Menschen und auch als Kaffee-Ersatz.
- Löwe: Der Löwe war früher das wichtigste Wappentier und als königliches Sinnbild schon im alten Ägypten bekannt.
- Reichsapfel: Der Reichsapfel erinnert an die Zeit, als der Reichshof direkt dem Deutschen Reich unterstellt war und im Jahr 1229 von König Heinrich VII., dem Abt von St. Gallen geschenkt wurde. Die Kugel diente schon den römischen Kaisern als Herrschaftszeichen (Kugelgestalt des Kosmos).

## Geschichte

Luftbild (1954) von Werner Friedli

1164 wurde der Ort als «Criessa» erstmals urkundlich erwähnt. In einer Urkunde vom 18. August 1229 findet sich der Name «Hof Criesserun». Dieses Datum gilt als offizielles Gründungsdatum von Kriessern. Kriessern war Zentrum des gleichnamigen mittelalterlichen Reichshofs. 1229 vermacht König Heinrich VII. den Reichshof Kriessern dem Kloster St. Gallen. Abt Berchtold von Falkenstein liess zur Verteidigung die Burg Blatten bauen. König Rudolf gibt 1278 den Hof Kriessern als Lehen an seinen Retter in der Schlacht auf dem Marchfeld, Heinrich Walter von Ramschwag. 1486 gelangte der Reichshof Kriessern an den Abt von St. Gallen. 1490 wird der Hof Kriessern ein Untertanenland der Eidgenossenschaft und bleibt dies bis ins Jahr 1789. Der Hofammann fungierte im Namen des Abtes. Eine zu Montlingen gehörende Kapelle datiert aus dem Spätmittelalter. 1513 kaufte sich Mäder vom Reichshof Kriessern los.

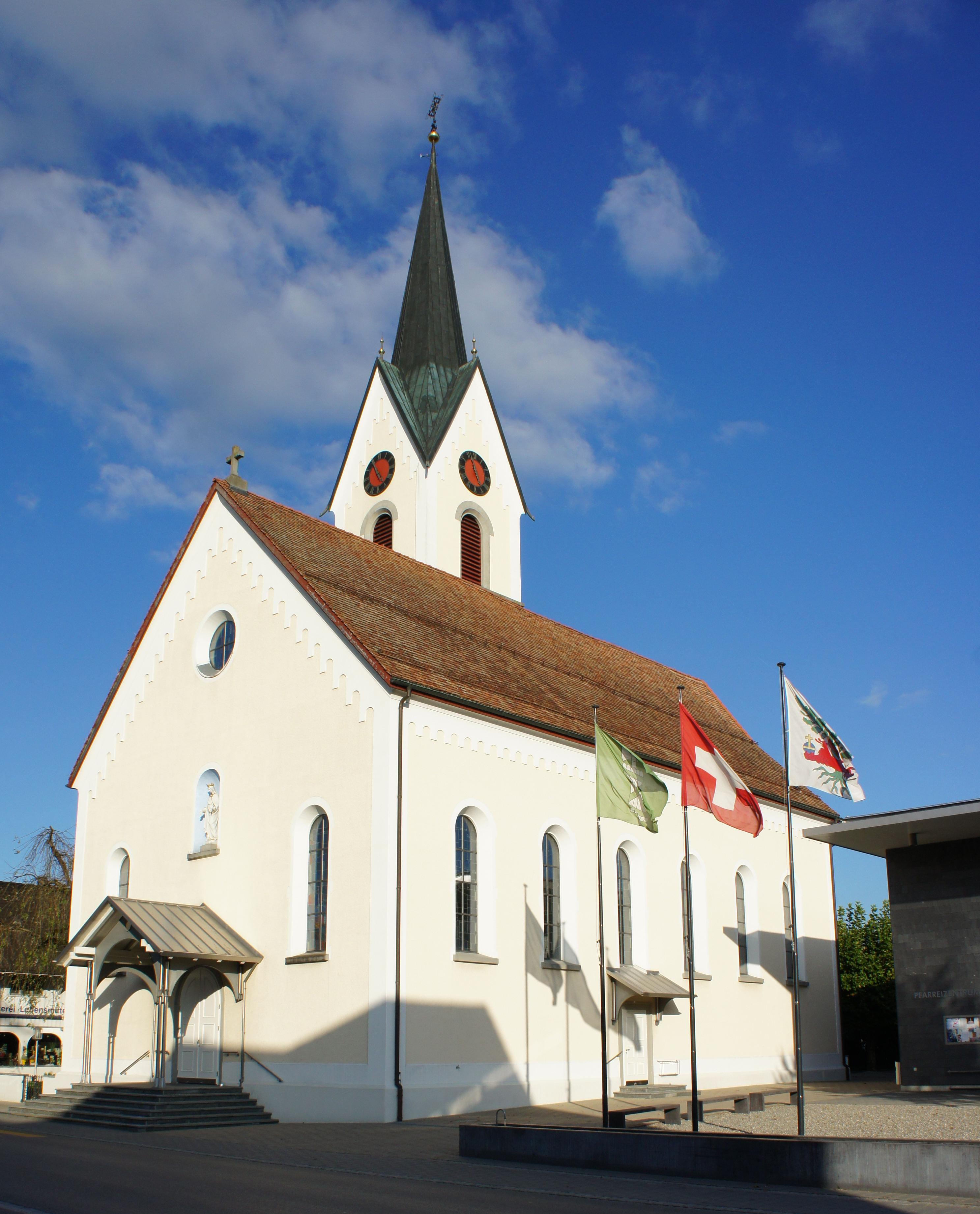
1898 wurde das vergrösserte Gotteshauses eingeweiht.

Um 1730 erfolgte die Schulgründung, 1734 jene der katholischen Pfarrei; neue Kirchen wurden 1767 und 1895 bis 1898 errichtet. 1790 erhält Diepoldsau als Hof seine Selbständigkeit. Der Reichshof Kriessern kommt 1789 zum Hof Oberriet. Die politische Verwaltung der Region ging bereits 1755 an den Hof Oberriet über, da dieser eine bessere Lage aufwies. Er war weniger gefährdet durch Überschwemmungen und lag an der neuen rheintalischen Verkehrsstrasse dem Berghang entlang. 1803 wird gleichzeitig mit dem Kanton St. Gallen die politische Gemeinde Oberriet gegründet. Der freie Reichshof Kriessern wird Teil der politischen Gemeinde.
Die Fruchtbarkeit des Schwemmlands bot die Grundlage für eine vielfältige landwirtschaftliche Nutzung, das Isenriet für Streuewirtschaft und Torfabbau. Ausserdem wurde Gewerbe betrieben, ab 1870 auch Maschinenstickerei. 1876 ersetzte eine Brücke den Fährbetrieb. Die nach 1750 erhöhte Hochwassergefahr und der im 19. Jahrhundert auftretende Grundwasseranstieg wurden durch die Korrektion von Rhein und Binnengewässern gebannt. 1941 bis 1955 erfolgte die Melioration des Isenriets. Die Stickereikrise brachte ab 1920 wirtschaftliche Stagnation, die nach der Eröffnung der Autostrasse A13 einem Aufschwung wich.

## Kultur und Freizeit

### Heutige Festivitäten
Neben den verschiedenen Unterhaltungsabenden der Vereine gibt es weitere jährlich stattfindende Höhepunkte im dörflichen Leben, welche teilweise sogar internationale Ausstrahlung aufweisen.
- Internationales Motorradtreffen: Der Verein Motorradfreunde Kriessern veranstaltet seit 1974 jährlich ein Motorradtreffen mit internationaler Beteiligung und diversen Attraktionen.
- Grenzlandturnier: Die Ringerstaffel Kriessern organisiert seit über 30 Jahren das internationale Grenzlandturnier mit Teilnehmern aus der Schweiz, Deutschland und Österreich. Das Turnier bietet Jugend- und Aktivmannschaften die Gelegenheit, sich auf höchstem internationalem Niveau zu messen.
- Waldfest: Der Turnverein STV-Kriessern und der Männerchor organisieren alternierend im Kriessner Wäldli ein Openair-Volksfest mit musikalischer Unterhaltung. Das Fest mit Verschiebedatum findet jeweils Anfang Juli statt.
- Fasnachtsumzug und Maskenball: Der sonntägliche Fasnachtsumzug findet gleichzeitig mit dem Fasnachtumzug in der Fasnachtshochburg Altstätten statt und hat mit über 30 Teilnehmenden Sujets eine beachtliche Grösse für das kleine Dorf. Das Fasnachtswochenende wird von der Musikgesellschaft Kriessern organisiert. Die FasnachtsPARTY mit Showprogramm gilt in der Region Rheintal als legendär. An diesem Anlass wird jeweils auch der jährlich neu ernannte «Oberleu» (Obernarr) vorgestellt. Die bisherigen Oberleuen waren:

- Kurt Graber (2002)
- Gaby Ziegerlig (2003)
- Ernst Frei (2004)
- Lorenz Dietsche (2005)
- Kurt Buschor (2006)
- «Poschtlis» Walter Hutter (2007)
- Walter Zünd (2008)
- Brigitte «Biggi» Lüchinger (2009)
- Christian Baumgartner (2010)
- Katja Dietsche (2011)
- Werner «Plätteler» Lüchinger (2012)
- Gilbert «Gili» Lutz (2013)
- Remo Hutter «Verzinkers» (2014)
- Monika Betschart (2015)
- Doris Hutter (2016)
- Paul Dietsche «Höanzeler» (2017)
- Remo Langenegger (2018)
- Manfred Hutter «da Förschter vo Gais» (2019)
- Sandy Wüst-Dietsche (2020)
- Fasnachtsumzug und Maskenball musste abgesagt werden (Corona). Es wurde kein Oberleu gewählt. (2021)

- Rääbaliechtli-Umzug: Die Kindergärtner und die Kinder der 1. bis 3. Primarschulklassen basteln um den Martini Rääbaliechtli und nehmen mit diesen Laternen an einem abendlichen Umzug teil. Auf dem Schulhof werden anschliessend Lieder gesungen, und die Kleinen werden mit einem Imbiss für die kunstvollen Arbeiten belohnt.
- Turnerunterhaltung des STV mit den erfolgreichen Geräteturnern

### Frühere, im 20. Jahrhundert verschwundene Dorfbräuche
Die nachfolgenden Bräuche wurden im Buch Kriessern – meine Erlebnisse im Heimatdorf und am Rhein von Wendel Langenegger dokumentiert:
- Zopfganten: Am Silvesterabend brachten die Dorfbäcker frische Eierzöpfe ins Wirtshaus. Das feine Gebäck war damals eine Seltenheit! Die Männer konnten für das Neujahr-Morgenessen ein Stück Zopf erganten. Zunächst wurden von einem Spiel Jasskarten je drei Karten versteigert. Für den ersteigerten Betrag stellte der Bäcker seine Eierzöpfe zur Verfügung (von 20 Rappen bis 2 Franken). Das Kartenspiel wurde neu gemischt. Der Gantleiter zeigte eine Karte nach der anderen; und der Besitzer der jeweiligen Karte konnte einen Zopf auswählen, den er dann nach Hause brachte und am andern Morgen zur grossen Freude der ganzen Familie auf den Frühstückstisch legte.[8]
- Bruutwägala: Wenige Tage vor der Heirat liess die Braut die neuen Möbel auf einem geschmückten Wagen ins neue Heim führen.
- Neujahrsbettel: Am Neujahrsnachmittag, nach der Christenlehre, begab sich die Dorfjugend auf den Neujahrsbettel. Gruppenweise ging’s von Haus zu Haus. Beim Hauseingang wurde gerufen: «Mör wüüsched öü a glückseeligs Nöüjoor, dass er gsund bliibid und lang läabid, und wänn er stäarbid in Himmel kond.» (Nachsatz: «Wenn er nünt geand, ropfed mer i am Hoor!») Jeder Teilnehmer erhielt alsdann einige Rappen. Verwandte Kinder kassierten Silberstücke, die anderen nur Kupfermünzen. Ein Teil des Betrages wurde in der nächsten Religionsstunde dem Pfarrer als Missionsbeitrag übergeben. (Uebersetzung: "Wir wünschen euch ein glückseliges Neujahr, dass ihr gesund bleibt und lange lebt, und falls ihr sterbt, in den Himmel kommt." (Nachsatz: "Wenn ihr nichts gebt, ziehen wir euch an den Haaren!))
- Schtubata: Die Bäuerinnen, das Jahr hindurch mit Arbeit in Haus und Hof gefordert, trafen sich zur Winterszeit oft mit Freundinnen zum Nachmittagskaffee mit Kuchen. Dorfneuigkeiten wurden besprochen, aber auch Heimatlieder gesungen, wobei das Kriessner Hoazigliad (Hochzeitslied) nie fehlte.
- Pfingschtamanna: In der Hausnähe von heiratslustigen Jungfrauen wurden nachts zum Pfingstfest Strohpuppen an einen Baum gehängt. Am frühen Pfingstmorgen wurden sie allerdings von den Betroffenen wieder herunter gerissen.
- Hülschat: Im Herbst nach der «Törggariifi» (Maisreife) wurden die Maiskolben nach Hause in die Stube gebracht. Abends fand dann in geselliger Runde der «Schelfarat» oder «Hültschat» statt, das gemeinsame Ausschälen der Maiskolben. Die Kolbenblätter wurden bis auf drei abgerissen, vier Kolben an den Blättern zusammengebunden und dann im Estrich zum Trocknen aufgehängt. Nach getaner Arbeit folgte der gemütliche Vesper, ein Beisammensein mit Gesang und Tanz zur Musik der «Schnoragiiga» (Mundharmonika).
- Loastaag: In Kriessern gab es die zwölf Lostage (ab Weihnacht-Heiligtag gezählt). Die Wetterverhältnisse wurden an diesen Tagen registriert. Die sechs Tage im alten und die sechs Tage im neuen Jahr galten als Wetterprognose für die kommenden zwölf Monate. In der «Budik» (Werkstatt) des damals bekannten Wagners Johann Baumgartner waren auf schwarzer Wandtafel zwölf Kreise mit entsprechenden Wetterzeichen, Sonne, Regen und Wolken zu sehen.

### Freizeitaktivitäten
Die Umgebung von Kriessern mit einem dichten Netz von autofreien Landwirtschaftswegen (vielfach entlang von kleineren oder grösseren Fliessgewässern) bietet sich vor allem für sportliche Aktivitäten wie Laufen, Velofahren oder Reiten an. Die vielen Vereine decken ein breites Spektrum von Freizeitaktivitäten ab.

### Tourismus

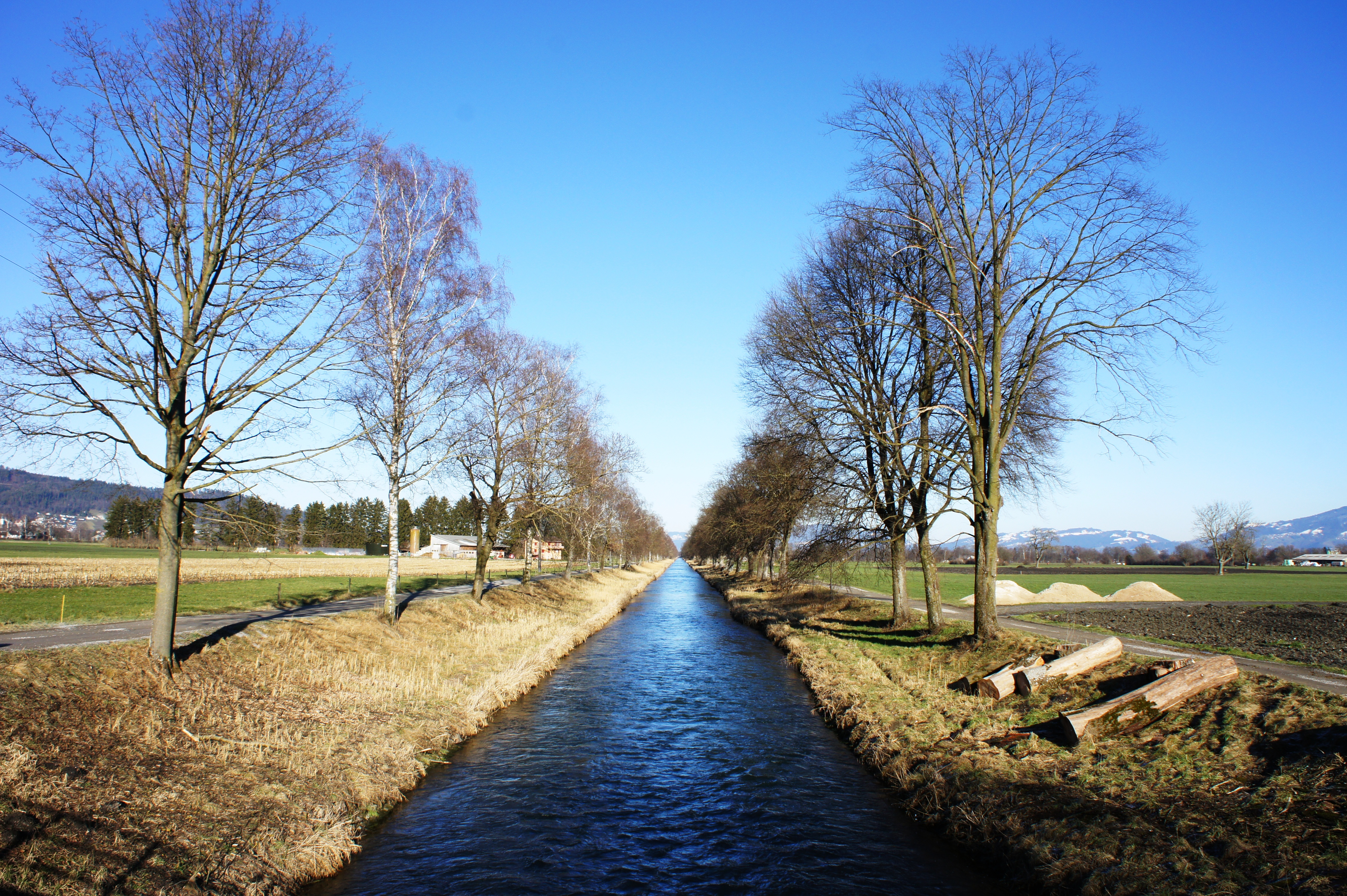
Binnenkanal Höhe Kriessern

- Camping und Baden: In Kriessern gibt es zwei Campingplätze mit je einem Natursee. Beide Naturseen entstanden durch den Abbau von Kiesvorkommen, welche für den Bau der Schutzdämme am Rhein und zum Bau der Autobahn A13 benötigt wurden. Die ausgebaggerten Kieslöcher füllten sich mit Grund- und Rheindruckwasser und bilden heute zwei schöne Naturbäder. Der Baggersee ist der grössere der beiden Seen und liegt ausserhalb von Kriessern in Richtung Montlingen. Der Baggersee-Camping umfasst 82 fest vermietete Jahresplätze plus drei öffentliche Tagesplätze. Der Sonnensee liegt mitten im Dorf Kriessern. Der Sonnensee-Camping vermietet etliche Tagesplätze, neben dem Badesee ist also auch der Camping öffentlich zugänglich.
- Naturschutzgebiet: Das Naturschutzgebiet Bannriet/Spitzmäder bietet zu Fuss oder per Fahrrad Einblicke in die Fauna und Flora eines Flachmoores. Der Verein Pro-Riet mit Sitz in Altstätten hat in diesem Naturschutzgebiet verschiedene Projekte realisiert.
- Langsamverkehr: Durch das Dorf Kriessern führen verschiedene nationale und regionale Rad-, Mountainbike- und Skate-Routen.
- Rafting: Der Rheintaler Binnenkanal kann ab dem Wasserkraftwerk Montlingen bis nach St. Margrethen mit einem normalen Gummiboot befahren werden. Diese Tour dauert ca. drei bis vier Stunden und kann unterwegs bei mehreren öffentlichen Grillplätzen unterbrochen werden.

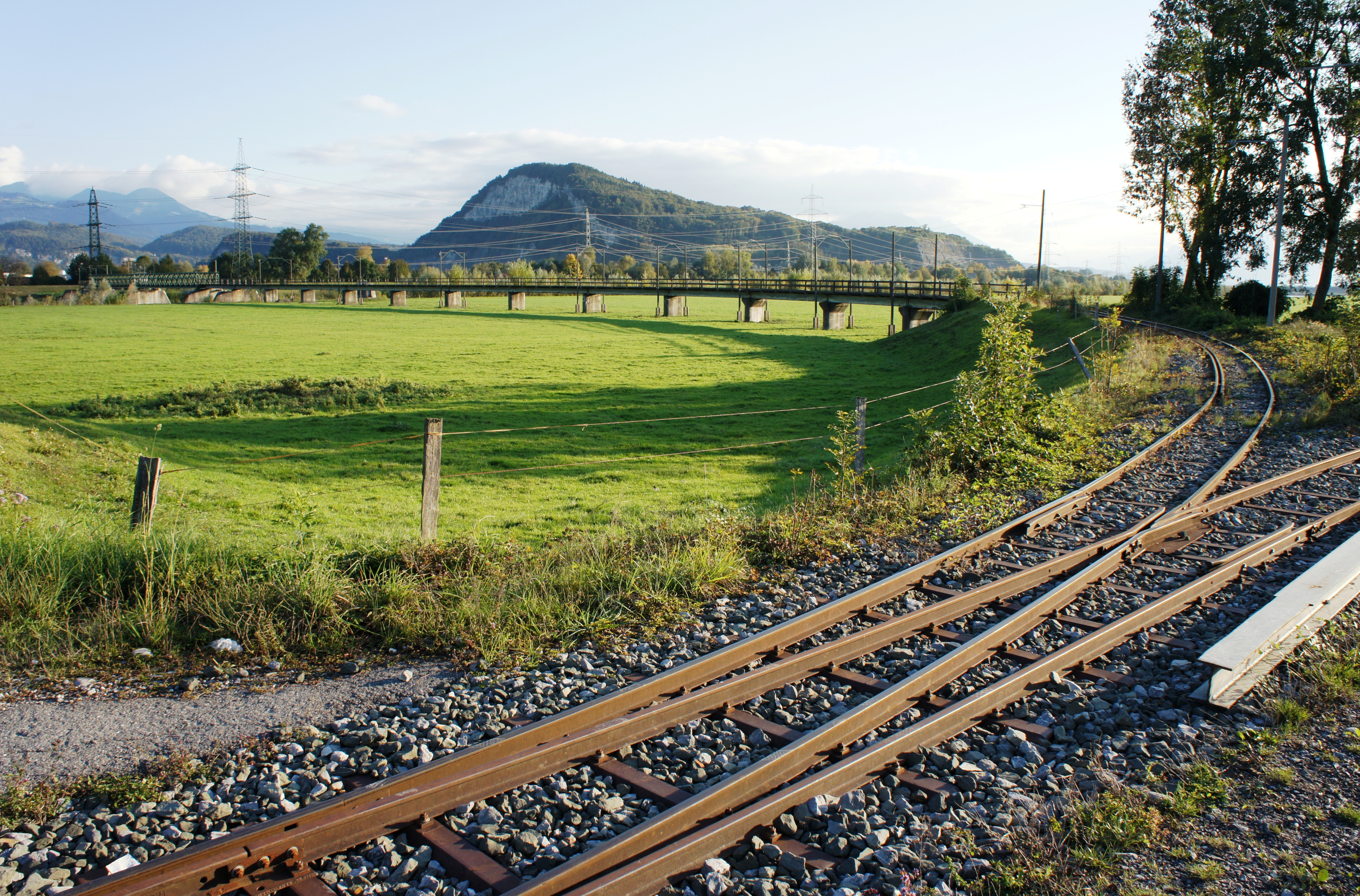
Ehemalige Rheinbrücke
(Teilabbau 2012, Totalrückbau 2020) der Dienstbahn bei Kriessern

- Rheinbähnle: Der Verein Rhein-Schauen betreibt ein Museum, welches die Regulierung des Alpenrheines dokumentiert. Neben dem Museum betreibt der Verein auch grosse Teile der ehemaligen Dienstbahn der Internationalen Rheinregulierung, welche für den Bau der Rheindämme gebraucht wurde. Mit diesem «Rheinbähnle» können verschiedene Ausflüge unternommen werden, welche bis zu deren teilweisem Abbau 2012 auch über die Dienstbrücke über den Rhein – zwischen Kriessern und Mäder – führten.

## Wirtschaft
In Kriessern gibt es diverse kleine und mittlere Unternehmen, die Arbeitsplätze in den Sektoren Dienstleistung, Industrie und Gewerbe sowie Landwirtschaft anbieten. Das Schwergewicht liegt auf dem Industrie- und Gewerbesektor. Davon zeugt auch der Industriepark Schützenwiese, welcher einige der grössten Arbeitgeber im Dorf beheimatet. Namhafte Arbeitgeber in Kriessern (nach Grösse sortiert):
- Dietsche Montageprofis AG[9]
- Verzinkerei Kriessern AG (galvanische und chemische Oberflächenveredelung)[10]
- GK Grünenfelder AG (Fahrzeugbau)[11]
- swissQprint AG (Grossformatdrucker)[12]
- Lüchinger Metallbau AG[13]
- Dietsche Hugo AG (Strassen- und Tiefbau)[14]
- Frei Holzbau AG (Zimmerei und Schreinerei)[15]

## Verkehr

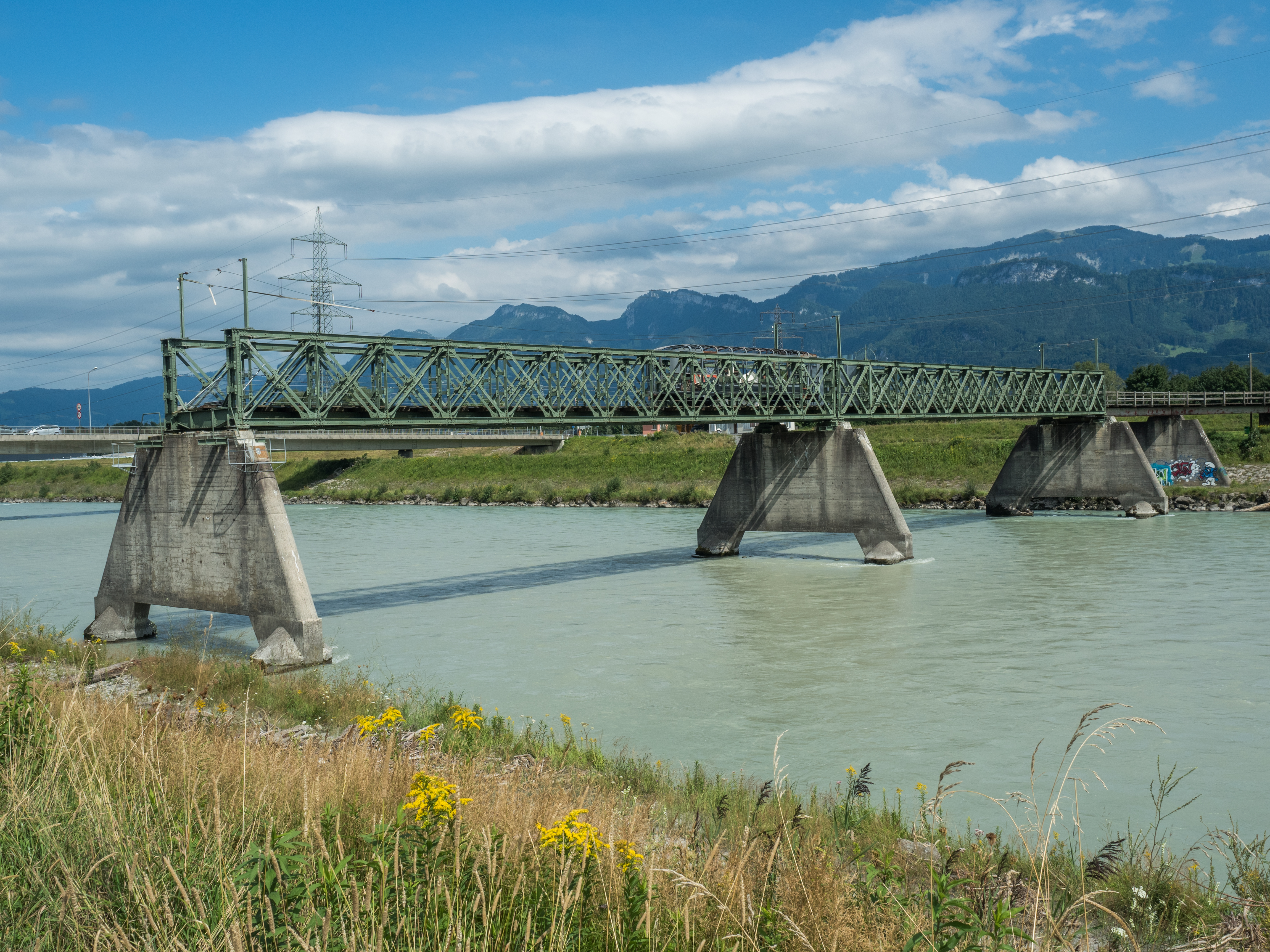
Rheinbrücke der Dienstbahn der Internationalen Rheinregulierung von Kriessern nach Mäder

Eine Linie des RTB Rheintal Bus verbindet Kriessern mit Altstätten und Oberriet. Eine Strassen- und eine Eisenbahnbrücke über den Alpenrhein verbinden den Ort mit der Gemeinde Mäder in Österreich. 

## Persönlichkeiten
- Wendel Langenegger (* 1912; † 2005), Lehrer und Archivar
- Hugo Dietsche (* 1963), Olympia-Bronzemedaillen-Gewinner, Jugendweltmeister und mehrfacher Schweizermeister im Ringen
- Tabea Lutz, Geräteturnerin (Eidgenössisches Turnfest Frauenfeld 2007, Goldmedaille, Geräteturnen – K7)
- Urs Schöb (* 1962), siebenfacher Schweizermeister im Steinstossen (6 × Aktive, 1 × Senioren)
- Fäaschtbänkler (2008 gegründet), Schweizer Band der Neuen Volksmusik